# خور أبو عنجة
خور أبوعنجة : خور سوداني يبدأ من مناطق شمال كردفان ماراً بولاية الخرطوم مدينة أم درمان

## نبذة تاريخية
يعتبر خور أبو عنجة من المعالم الظاهرة لمدينة أم درمان ينتهي عند النيل بحي الموردة. ويعتبر خور أبوعنجة من المناطق الأثرية المهمة في السودان.
وقد عُثر على آثار من العصر الحجري في منطقته. تم توسيع الخور عند منطقة المصب المجاورة للنهر لتصير بحيرة جميلة. أخذ خور أبو عنجة اسمه من أحد قواد المهدية وهو القائد حمدان أبوعنجة حيث رابَط بجنوده في هذه المنطقة حتى تمت السيطرة على أم درمان من قبل الإمام محمد أحمد المهدي كما أخذ الحي المجاور لسوق الموردة نفس الاسم وهو حي أبو عنجة العريق والمعروف وبه فريق كرة قدم مشهور يلعب في الدوري المحلي لولاية الخرطوم.

## الموقع
هو خور موسمي أم درماني خامل النشاط إلا في فصل الخريف يمتد من الغرب إلى الشرق ويعرف بأنه (مجرى السيل) حتى يصل نهر النيل الخالد .
يمر هذا الخور الهادئ شتاءاً والثائر صيفاً بعدد كبير من أحياء أم درمان.

## الأحياء السكنية التي يمر بها خور أبو عنجة
يبدأ هذا الخور من تلال المرخيات الواقعة غرب أم درمان ويتقدم ماراً ب:
- أم درمان الجديدة (أمبدة)
- امتداد بيت المال
- الدوحة
- العرضة
- العباسية
- أبو كدوك
- حي الضباط
- بانت شرق
- الموردة

وهو متنفس للنيل في زمن الفيضان

## وصلات خارجية
- http://alintibaha.net/portal
- موقع محلية أم درمان نسخة محفوظة 23 ديسمبر 2012 على موقع واي باك مشين.